# The Wreckers (Band)
The Wreckers ist ein amerikanisches Country-Pop-Duo, bestehend aus den Sänger- und Songwriterinnen Michelle Branch und Jessica Harp.

## Bandgeschichte
2004 beschlossen die Grammy-Gewinnerin Michelle Branch und Backgroundsängerin Jessica Harp, ein Musikprojekt zu starten, das eine Mischung aus Michelle Branchs Pop-Rock-Stil und Jessica Harps klassischem Country-Stil zu Gehör bringt.
Die beiden schafften es, ihre unterschiedlichen Musikstile sehr erfolgreich zu kombinieren. Jessica Harp fungiert dabei als Texterin, Michelle Branch als Komponistin.
2005 spielten sie den Song The Good Kind für die US-Dramaserie One Tree Hill ein. Noch im selben Jahr unterstützten sie auch Carlos Santana auf seinem Album All That I Am mit dem Song I’m Feeling You.
Auf ihrem Album Stand Still, Look Pretty überwiegen beim Song My, Oh My die Country-Einflüsse; die anderen Stücke sind eher als Popmusik mit Country-Elementen einzuordnen.
Anfang 2008 gaben die beiden Musikerinnen an, getrennte Wege zu gehen.
Harp und Branch planen für die Zukunft weitere gemeinsame Projekte.

## Diskografie

### Alben
- 2006: Stand Still, Look Pretty (354.112 Verkäufe weltweit)[4]

### Singles
- 2005: I’m Feeling You (Santana feat. Michelle Branch and the Wreckers)
- 2005: The Good Kind
- 2006: Leave the Pieces
- 2006: My, Oh My
- 2007: Tennessee

### Videoalben
- 2007: Way Back Home: Live from New York City (CD + DVD)